# Geografia de Guinea Equatorial
Guinea Equatorial és un petit país situat en la part equatorial d'Àfrica. Consta d'un territori continental de 26.017 km², denominat Mbini (antic Riu Muni), que limita al nord amb el Camerun, a l'est i sud amb el Gabon i a l'oest amb l'oceà Atlàntic; i d'un altre insular de 2.034 km², format per les illes d'Annobon (a l'altura de Sao Tomé i Principe, anomenada Pagalú durant la dictadura de Macías), Corisco, Elobey Grande, Elobey Chico i l'illa de Bioko (antiga Fernando Poo) on es troba la capital Malabo.
Mbini comprèn una franja costanera plana, que va accidentant-se cap a l'interior, on es troba una sèrie de cadenes muntanyenques anomenades "de les Set Muntanyes". El terreny està suaument ondat i cobert per vegetació selvàtica. Al voltant del 60% de l'àrea pertany a la conca del riu Mbini (abans anomenat Benito).
El límit de la part continental pel nord és la frontera entre Camerun i Guinea Equatorial. Per la part sud, el límit ho constitueix la frontera entre Gabon i Guinea Equatorial.
L'illa més important és Bioko (2.017 km²), i està situada al nord de la part continental, a 40 quilòmetres de la costa de Camerun en la badia de Bonny (Biafra), una secció del golf de Guinea. L'illa, d'origen volcànic, és muntanyenca i molt boscosa, amb una costa escarpada i rocosa (de 195 km) en les quals quan puja la marea oculta les seves platges. Excel·lents ports a Malabo i Luba. La seva altura màxima és el Pico Basilé també conegut com a Pico Santa Isabel (3.007 metres). L'illa compta amb fèrtils sòls volcànics (en els quals es conrea cacau) i diversos rius; els llacs es troben a les muntanyes.
L'illa d'Annobón (18 km²), anomenada així a causa de ser descoberta el dia d'Any Nou de 1472, està situada a uns 640 quilòmetres al sud-oest de la costa de Gabon i 595 al sud-oest de Bioko.
Més del 45% del territori és forestal (46,2%) i està format per boscos, en els quals destaca la seva biodiversitat. Malgrat els beneficis que produeix el petroli, la superfície agrària està augmentant amb la consegüent desforestació (8,2%).

## Clima
Guinea Equatorial té clima equatorial. La temperatura mitjana anual és al voltant de 25 °C i les precipitacions mitjanes anuals de més de 2.000 mm en la major part del país. A l'illa de Bioko l'estació plujosa comprèn el període de juliol a gener, mentre que en el continent, les pluges són una mica més lleugeres i tenen lloc d'abril a maig i d'octubre a desembre.

## Fauna
Destaquen espècies típiques dels ecosistemes equatorials africans. Entre elles cal citar el dril (Mandrillus leucophaeus), el mandril, el picathartes, el goril·la de plana, el sitatunga, el lleopard, el cercopitec, el ximpanzé, l'elefant i el rar esquirol de Zenker (Idiurus zenkeri). És molt elevat el nombre d'espècies endèmiques a l'illa de Bioko.